# Hazell Dean
Hazell Dean (nombre de nacimiento Hazel Dean Poole, nacida el 27 de octubre de 1956, Great Baddow, Essex) es una cantante de dance-pop británico, que alcanzó su mayor popularidad en la década de los 80’s como artista principal en el género Hi-NRG.
Es conocida por sus éxitos "Searchin '(I Gotta Find a Man)", " Whatever I Do (Wherever I Go)" y "Who's Leaving Who". También ha trabajado como compositora y productora.

## Carrera
Comenzó su carrera a mediados de los 70s y llegó a la fama en la década de 80s después de muchos años de actuar en clubes y de trabajar en espectáculos gay con su Hi-NRG. Dean fue elegida tres veces como  "Mejor Artista en vivo" por la "Federation of American Dance Clubs" (EE.UU.), y dos veces como "Mejor Artista Británico" por " Club Mirror Awards" (Reino Unido).
Ha participado dos veces en el concurso A Song for Europe. En 1976 ganó el octavo lugar (de un total de doce) con la balada, " I Couldn't Live Without You for a Day", escrita por el veterano de concursos Paul Curtis.  En 1984  Dean llegó al séptimo lugar de ocho, con otra balada dramática, "Stay In My Life", la cual ella misma escribió. también hizo coros para Samantha Janus en el Festival de la Canción de Eurovisión 1991.

## Éxito comercial
Dean tuvo éxito en la década de los 80s, en febrero de 1984 cuando ingresó en la cartelera de Reino Unido con el sencillo, "Evergreen" / "Love Jealous", que alcanzó el puesto # 63. [4] Dos meses después, sin embargo, logró su primer  éxito en el Top 10  con el re-lanzamiento de "Searchin '(I Gotta Find A Man)", que alcanzó el puesto # 6. Dean luego lanzó " Whatever I Do (Wherever I Go)" (producida por Stock Aitken Waterman) en agosto, esta alcanzó el # 4.
"Whatever I Do", fue grabada originalmente por Michael Prince al igual que "Dance Your Love Away", pero la canción fue re-escrita por Mike Stock y Matt Aitken porque a Dean no le gustaba el coro. Su puesto # 4 dio a Stock Aitken Waterman su primer éxito en el Top 10. Además los sencillos del álbum, "Back In My Arms (Once Again)" y "No Fool (For Love)",  alcanzaron el puesto # 41. [4]
En su segundo álbum, Always," They Say It's Gonna Rain", alcanzó el puesto # 58 en el UK Singles Chart, a pesar de que logró el puesto # 1 en Sudáfrica con esta canción producida por Stock Aitken Waterman. Los sencillos posteriores "ESP", "Stand Up" y "Always (Doesn't Mean Forever)" ni siquiera llegaron al puesto # 75. Sin embargo a principios de 1988, logró su mayor éxito en cuatro años con " Who's Leaving Who", la cual alcanzó el puesto # 4. Los sencillos, " Maybe (que deberíamos llamar a un día)", # 15, y "Turn It Into Love" (grabada originalmente por Kylie Minogue e incluido en su álbum de debut, Kylie), alcanzó el puesto # 21.

## 1990
[4]Dean dejó EMI y firmó con Lisson Records, lanzando dos sencillos para la disquera. La primera fue un cover de "Love Pains" de Yvonne Elliman en 1989, producido por los productores de PWL Phil Harding y Ian Curnow. Alcanzó el puesto # 48 en la lista de singles del Reino Unido. [4] Fue casi dos años antes de que ella lanzara su siguiente sencillo "Better Off Without You", escrito y producido por SAW, grabado originalmente por Lonnie Gordon.
Fue su último ingreso en las listas de Reino Unido, alcanzando el puesto # 72. [4] Tras el fracaso de estos dos sencillos, Dean ya no siguió trabajando con Stock Aitken Waterman y empezó a trabajar con Ian Levine quien había mezclado y producido previamente canciones con ella en a mediados de 1980.
Durante ese tiempo, Dean produjo y escribió canciones para Bad Boys Inc, Bona Riah ("House of Rising Sun"), Miquel Brown ("Es un pecado"), MEN 2 B (co-escribió "Love Satisfaction"), upside Down y Sandra Feva.
En 1996 Dean lanzó, The Winner Takes It All, el cual fue lanzado por Carlton Records. Este álbum contenía covers de canciones de ABBA. La canción fue lanzada como sencillo. En 1999, Dean lanzó una versión de "Living On A Prayer" de Bon Jovi y, en 2001, lanzó una versión mezclada de "Who's Leaving Who". Ninguno de estos singles ingresó a las cartelera.

## Carrera reciente
En 2007, Dean  grabó de nuevo con Ian Levine, completando la pista "Trade Him for a Newer Model" para el álbum Disco 2008. El video musical de Trade Him for a Newer Model fue lanzado en YouTube por Levine en 2007.
En 2009, una serie de canciones (que nunca antes habían incluidas en ningún álbum de Dean) fueron lanzadas en iTunes, incluyendo algunos remixes nunca antes lanzados, mientras que Red Records reeditósu primer álbum exitoso Heart First a principios de 2010.
En 2010 vio Dean firmó con Energise Records, la cual también trabaja con The Three Degrees, Sonia, Tina Charles y Nicki French. Dean grabó con Energise, una versión moderna de su sencillo de 1980 " They Say It's Gonna Rain ". La nueva versión fue producida por KlubKidz y cuenta con remixes de  Sleazesisters, Glamma y PMG.
Cherry Red Records lanzó una edición de lujo de Always, el 23 de abril de 2012.
Dean sigue actuando en vivo y en ocasionalmente graba con varios productores, las canciones aparecen en su página Web oficial.
El 10 de septiembre de 2012, una nueva colección de 21 grandes éxitos    llamado "Evergreen: The Very Best of Hazell Dean", fue lanzado por Music Club Deluxe Records. El CD cuenta con un disco extra con 11 remixes y mezclas extendidas de los  éxitos de Dean de los 80s.
El 21 de diciembre de 2012, Dean actúo  en el concierto de Aitken Waterman "Hit Factory Live" en el O2 Arena de Londres, junto con muchos otros actos de SAW antiguos.

## Seguimiento gay
Tras el éxito de "Searchin '", Dean hizo su debut en el club gay Heaven en Londres y ha tenido desde entonces un gran número de seguidores gais y lesbianas. [5] Siempre reconociendo el apoyo que ha recibido de la comunidad gay durante su carrera Dean actúa con frecuencia en los eventos de Orgullo Gay, tanto en el Reino Unido como en el extranjero. Ella fue uno de los actos principales en Cornwall Pride 2009 y de Stockholm Pride en 2010, [6] y Torbay Pride en el mismo año. [7]
En 2010, Dean anunció su homosexualidad a la prensa. [8]

## Discografía

### Albums
- 1981 The Sound of Bacharach and David
- 1984 Heart First
- 1988 Always (#38 UK Albums Chart)[4]
- 1995 The Best of Hazell Dean (incluyó nuevas canciones)
- 1996 The Winner Takes It All / Hazell Dean Sings Abba
- 2012 Evergreen: The Very Best of Hazell Dean
- 2013 In The Name of...

### Sencillos
- 1975 "Our Day Will Come"
- 1976 "I Couldn't Live Without You for a Day"
- 1976 "Got You Where I Want You"
- 1976 "Look What I've Found at the End of a Rainbow"
- 1977 "No One's Ever Gonna Love You"
- 1977 "Who Was that Lady"
- 1981 "You Got Me Wrong"
- 1983 "Stay in My Life"
- 1983 "Searchin' (I Gotta Find a Man)" (#76 UK June 1983, #8 US Club Play Singles)
- 1984 "Evergreen" / "Jealous Love" (#63 Reino Unido febrero 1984)
- 1984 "Searchin' (I Gotta Find a Man) (relanzamiento)" (#6 UK abril 1984)
- 1984 "Whatever I Do (Wherever I Go)" (#4 UK July 1984)
- 1984 "Back in My Arms (Once Again)" (#41 Reino Unido  noviembre de  1984)
- 1985 "No Fool (For Love)" (#41 Reino Unido  marzo 1985)
- 1985 "They Say It's Gonna Rain" (#58 Reino Unido  octubre 1985, #6 Suecia, #6 Noruega, #1 Sudáfrica)
- 1986 "ESP" (#98 Reino Unido  mayo 1986)
- 1986 "Stand Up" (#79 Reino Unido septiembre 1986)
- 1987 "Always Doesn't Mean Forever" (#92 Reino Unido  junio 1987)
- 1988 "Who's Leaving Who" (#4 Reino Unido  Marzo 1988; #9 U.S.Hot Dance Music/Club Play); #11 Suiza; #17 Austria; #31 Países Bajos)
- 1988 "Maybe (We Should Call it a Day)" (#15 Reino Unido junio 1988)
- 1988 "Turn It into Love" (#21 Reino Unido septiembre 1988)
- 1989 "Love Pains" (#48 Reino Unido augusto 1989)
- 1991 "Better Off Without You" (#72 Reino Unido marzo 1991)
- 1993 "My Idea of Heaven" (#160 Reino Unido febrero 1994)
- 1994 "Power and Passion"
- 1996 "The Winner Takes It All" (#89 Reino Unido junio 1996)
- 1997 "Searchin' 97" (#116 Reino Unido octubre 1997)
- 1998 "Sisters Are Doin' It for Themselves"
- 1999 "Living on a Prayer"
- 2001 "Who's Leavin' Who 2001"
- 2004 "Searchin' 2004"
- 2011 "They Say it's Gonna Rain 2011"[5]
- 2011 "In the Name of Love"[5]
- 2012 "Shattered Glass"[5]
- 2013 "This Is My Life"[5]